# Michael Jarrell

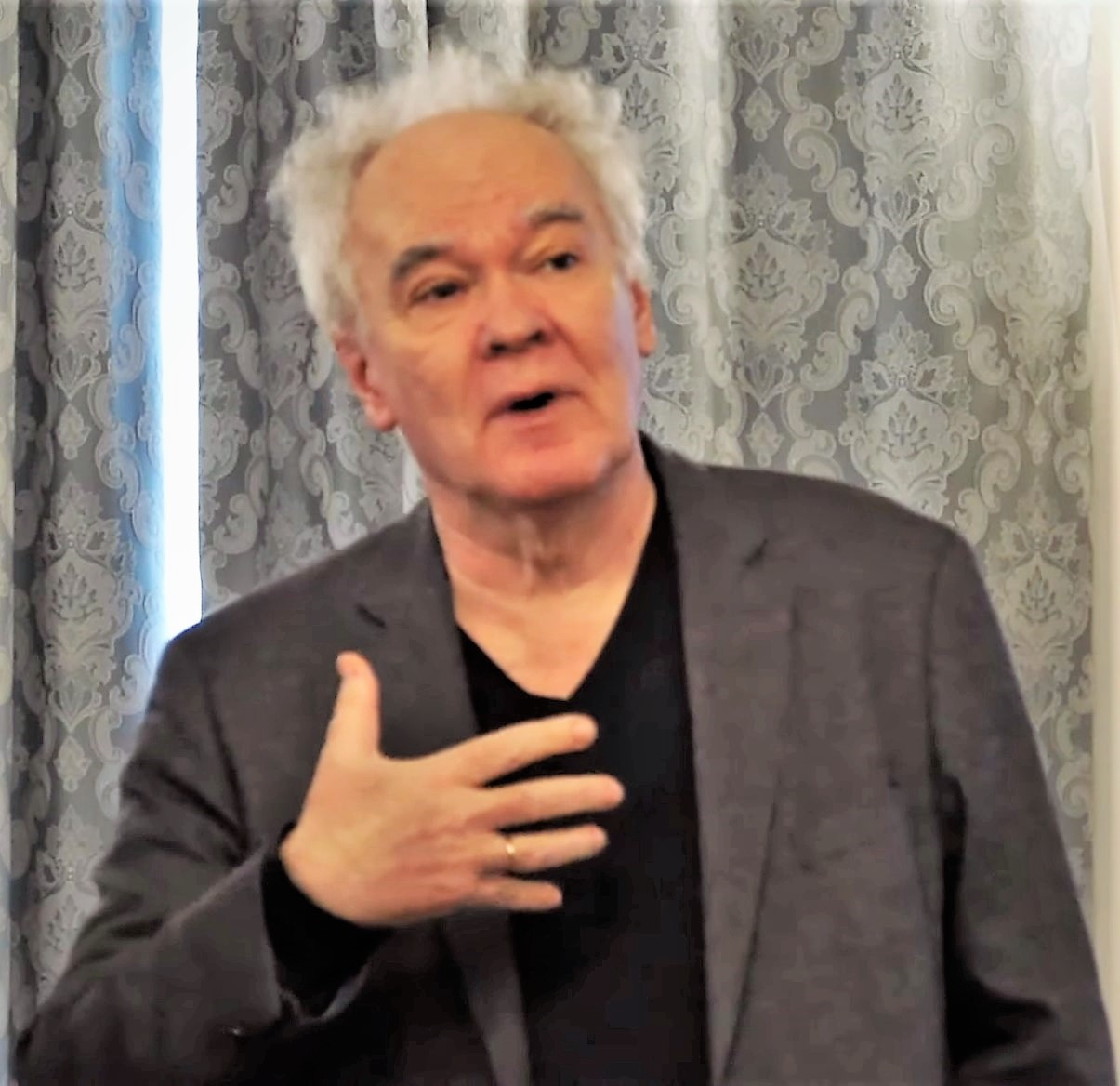
Michael Jarrell, 2020

Michael Jarrell (* 8. Oktober 1958 in Genf) ist ein Schweizer Komponist.

## Leben
Michael Jarrell studierte Komposition am Konservatorium seiner Heimatstadt Genf und bei Klaus Huber an der Hochschule für Musik in Freiburg.
Seine Kompositionen wurden mit zahlreichen internationalen Preisen bedacht. Unter anderem erhielt er den Beethoven-Preis der Stadt Bonn, den Marescotti-Preis (beide 1986), den Preis für Komposition der niederländischen Gaudeamus-Stiftung (1988) und den Siemens-Förderpreis (1990). Von 1989 bis 1990 gehörte er dem Istituto Svizzero di Roma an. Als composer in residence wurde er vom dortigen Orchester nach Lyon (Oktober 1991 bis Juni 1993) und später zum Lucerne Festival (1996) eingeladen. Seit 1993 ist er Professor für Komposition an der Universität für Musik und darstellende Kunst Wien. 2001 wurde er zum Chevalier des Arts et des Lettres ernannt. Seit 2004 lehrt er zusätzlich zu seiner Lehrtätigkeit in Wien Komposition am Genfer Konservatorium.

## Werk
Zu seinen Kompositionen gehören Instrumentalwerke wie Abschied (für Klavier und Orchester, 2001) und der Zyklus Assonance (für verschiedene Ensemblezusammensetzungen, 1983–2000) ebenso wie Opern; so vertonte er unter dem Titel Cassandre Christa Wolfs Erzählung Kassandra (1994 in Paris uraufgeführt); seine 2010 bei den Schwetzinger Festspielen uraufgeführte Oper Le Père basiert auf Heiner Müllers autobiographischem Prosatext Der Vater.

## Auszeichnungen
- 1986 Beethoven-Preis der Stadt Bonn & Marescotti-Preis
- 1988 Kompositionspreis der Stiftung Gaudeamus
- 1990 Siemens-Förderpreis
- 2001 Chevalier des Arts et des Lettres

## Diskographie
- Solos: …some leaves II… – Offrande – Assonance – Assonance VII – Prismes (Aeon AECD 0101)
- Trei II – Modifications – Eco – Trace-Ecart (ACCORD 461 764-2)
- Chaque jour n’est qu’une trêve entre deux nuits: Rhizomes – Assonance IV – Congruences (ACCORD 465 309-2)
- Music for a While: Music for a While – Formes-Fragments IIb – ...car le pensé et l'être sont une même chose – Essaims-Cribles (Aeon AECD 0531)
- Eco: Assonance III – Eco IIb – Aus Bebung – Trei II – Essaims-Cribles (ACCORD)
- ...prisme / incidences... (Aeon)
- Cassandre (Kairos)